# Przegląd gazet rosyjskich
Przegląd gazet rosyjskich (ros. Обзор русских газет) – kolaboracyjna gazeta w okupowanym Pskowie pod koniec II wojny światowej
Gazeta zaczęła wychodzić wiosną 1944 r. w okupowanym Pskowie. Była wydawana przez Oddział Propagandy „Północ”. Ukazywała się po niemiecku i rosyjsku w 2 tytułach: „Обзор русских газет” i „Russische Pressespiegel”. Na pierwszej i drugiej stronie publikowano w języku niemiecku artykuły i felietony, które w języku rosyjskim znajdowały się na stronie trzeciej i czwartej. Na pierwszej stronie było napisane, że tłumaczenia mają służyć nauce właścicieli związków istotnej treści prasy rosyjskiej. W gazecie zamieszczano artykuły z innych kolaboracyjnych pism rosyjskich, jak „Za ojczyznę”, „Nowa Droga”, „Prawda” czy „Słowo Północne”. Gazeta przestała ukazywać się w lipcu 1944 r., krótko przed odzyskaniem Pskowa przez Armię Czerwoną.